# 大政絢
大政 絢（おおまさ あや、1991年2月4日 - ）は、日本の女優、ファッションモデル。北海道滝川市出身。スターダストプロモーション所属。夫はロックバンド・ONE OK ROCKのギタリスト・Toru。

## 来歴
中学2年生の時に春休みで東京に来ていた時にスカウトされたのがデビューのきっかけ。デビュー前はアクターズスタジオ北海道本部校でレッスンを受けデビュー準備をしていた。
その後『CANDy』（白泉社）モデルを経て、単身上京した2007年に『Seventeen』（集英社）に初登場。専属モデルとなる。
BS-i制作のショートドラマ『TOKYOかしましガールズ』で初ドラマにして主演デビュー。きっかけは中学3年生の時に、宮崎あおいや堀北真希、夏帆など、多くの女優を発掘したBS-iのプロデューサー丹羽多聞アンドリウと出会い、見い出されたからである。この際、丹羽は「次の『ケータイ刑事』はこの子だ」と確信したという。さらに北海道から東京への転校を事務所に依頼するほどであった。その後も『恋する日曜日』（BS-i）シリーズや『ケータイ刑事 銭形シリーズ』6代目（『ケータイ刑事 銭形海』（BS-TBS））、『東京少女大政絢』（BS-TBS）など、多数の作品で主演を飾った。
2010年1月期のTBS系金曜ドラマドラマ『ヤマトナデシコ七変化』でヒロイン・中原スナコ役に抜擢され、「第13回2009年度日刊スポーツ・ドラマグランプリ」にて助演女優賞を受賞。
同年12月号をもって『Seventeen』を卒業。オバモ（高校を卒業したモデル）として人気を誇っていた。同時に2011年1月号（2010年11月20日発売）から『non-no』（集英社）の専属モデルへ。
2011年4月14日、自身バラエティ番組初MCとなる『奇跡体験!アンビリバボー』（フジテレビ）の4代目MCに抜擢され、約1年半MCを務めた。
2021年12月28日、 ロックバンド・ONE OK ROCKのギタリスト・Toruとこの日結婚したことを自身のInstagramで発表した。
2025年1月9日、第1子妊娠を自身のInstagramで報告した。5月7日、第1子男児出産を自身のInstagramで報告した。

## 人物
- 両親、姉、弟の5人家族。
- 「ココ」「ショコラ」と名付けたチワワを飼っている[9]。
- 共演者やモデル仲間から天然と評されることがある[4]。
- ノンノモデルの佐藤ありさ・波瑠・佐々木希とはプライベートでも仲がよい[10][11]。また高岡早紀とは2014年に舞台「ジュリエット通り」で共演して以来、私生活でも交流があり「早紀姉」（さきねえ）と呼んでいる[12]。
- 座右の銘は「為せば成る」。

## 出演

### 映画
- TOPLESS（2008年6月7日公開） - カナ 役
- ニュータイプ ただ、愛のために（2008年11月22日公開） - 津木野ユリ 役（主演）
- 嘘つきみーくんと壊れたまーちゃん（2011年1月22日公開） - 御園マユ 役（主演）
- ケータイ刑事 THE MOVIE3 モーニング娘。救出大作戦!〜パンドラの箱の秘密（2011年2月5日公開） - 銭形海 役（主演）
- Paradise Kiss（2011年6月4日公開） - 櫻田実和子 役
- 僕たちのアフタースクール（2011年11月5日公開） - 古川真希 役
- くろねこルーシー（2012年10月6日公開） - 里中渚 役
- 劇場版 仮面ティーチャー（2014年2月22日公開） - 市村美樹 役
- コスメティックウォーズ（2017年3月11日公開） - 三沢茜 役（主演）[13]
- PとJK（2017年3月25日公開） - 小森ふみ 役[14]
- レオン（2018年2月24日公開） - サリナ 役
- パーフェクトワールド 君といる奇跡（2018年10月5日公開） - 雪村美姫 役[15]

### テレビドラマ
- ショートフィルム道 東京少女 第6話「TOKYOかしましガールズ」（2006年9月、BS-i） - 千春 役（主演）
- 一生忘れない物語 第2話「Million Films」（2006年9月30日、テレビ朝日）
- おとなの眼鏡 11月「ミライ」（2006年11月、千葉テレビ） - 西園寺友香 役
- 恋する日曜日 ニュータイプ（BS-TBS） - 津木野ユリ 役（主演）
  - 第10話「ひとりぼっちの魔女」（2006年12月9日）
  - 第12話「魔女のクリスマス」（2006年12月23日）
- 花より男子2（リターンズ）（2007年1月 - 3月、TBS） - 森下祐月 役
- 恋する日曜日 第3シリーズ（BS-TBS） 
  - 第21話「近くて遠い恋」（2007年5月26日） - 寺崎レナ 役（主演）
  - 第26話「昭和アニメ大行進〜君は恋を信じれるか〜」（2007年6月30日） - アヤ 役（主演）
- ケータイ刑事 銭形海（2007年7月 - 2008年3月、BS-TBS） - 銭形海 役（主演）
- 先生道 第5話「ニットカフェの先生」（2007年7月14日、BS-TBS） - えり 役（主演）
- NEW TYPE 〜ただ、愛のために〜 第1話「神になれなかった者たちよ」（2008年3月27日、TBS） - 津木野ユリ 役（主演）
- サクラノウタ（2008年4月1日、BS-TBS） - アヤ 役（主演）
- ハチワンダイバー 第6話 - 最終話（2008年6月 - 7月、フジテレビ） - 菅田歩美 役
- 怪談新耳袋スペシャル 絶叫編（2008年6月29日、7月6日、全2話、BS-TBS） - 井元夏美 役（主演）
- 東京少女 大政絢（2008年7月、全4話、BS-TBS） - （主演）
- 太陽と海の教室（2008年7月 - 9月、フジテレビ・月9） - 次原雪乃 役
- Pocky 4 Sisters!（2008年12月27日、BS-TBS） - 長女・木所アヤ 役（主演）
- メイちゃんの執事（2009年1月 - 3月、フジテレビ） - 華山リカ 役
- 恋とオシャレと男のコ 第5話「晴れときどきゴースト」（2009年5月2日、BS-TBS） - アヤ 役
- ブザー・ビート〜崖っぷちのヒーロー〜（2009年7月 - 9月、フジテレビ月9） - 上矢優里 役
- 探偵Xからの挑戦状! 「メゾン・カサブランカ」（2009年10月21・28日、NHK総合） - 畑中操 役
- ヤマトナデシコ七変化（2010年1月 - 3月、TBS） - 中原スナコ 役
- 三代目明智小五郎〜今日も明智が殺される〜 第3話（2010年4月27日、TBS） - 早川 役（ゲスト）
- 美咲ナンバーワン!!（2011年1月 - 3月日本テレビ） - 桜井唯 役
- ろくでなしBLUES（2011年7月 - 9月、日本テレビ） - 七瀬千秋 役
- 怪盗ロワイヤル（2011年10月 - 12月、TBS） - 片桐夏蓮 役
- ストロベリーナイト 第2話・第3話「右では殴らない」（2012年1月17日・24日、フジテレビ） - 下坂美樹 役（ゲスト）
- 聖なる怪物たち（2012年1月 - 3月、テレビ朝日） - 平井瑶子 役
- 三毛猫ホームズの推理（2012年4月 - 6月、日本テレビ） - 片山晴美 役
- 結婚同窓会 〜SEASIDE LOVE〜（2012年7月 - 8月、フジテレビTWO） - 相羽海音 役（主演）
- レジデント〜5人の研修医（2012年10月 - 12月、TBS） - 小岩井陽菜子 役
- ヴァンパイア・ヘヴン（2013年4月 - 6月、テレビ東京） - 桜子 役（主演）
- 潜入探偵トカゲ 第3話（2013年5月2日、TBS） - 永田美月 役（ゲスト）
- 世にも奇妙な物語'13 春の特別編「階段の花子」（2013年5月11日、フジテレビ） - 小谷千紗子 役
- 仮面ティーチャー（2013年7月 - 9月、日本テレビ） - 市村美樹 役
- 夜のせんせい（2014年1月 - 3月、TBS） - 上奈瑠奈 役
- 鼠、江戸を疾る 第5話（2014年2月6日、NHK総合） - お里 役（ゲスト）
- 水球ヤンキース（2014年7月 - 9月、フジテレビ） - 青山千春 役
- アルジャーノンに花束を（2015年4月 - 6月、TBS） - 小出舞 役
- 私 結婚できないんじゃなくて、しないんです（2016年4月 - 6月、TBS） - 野村梨花 役[16]
- 連続ドラマW 沈まぬ太陽（2016年5月8日 - 10月2日、WOWOW） - ナナ 役
- わたしに運命の恋なんてありえないって思ってた（2016年12月20日、関西テレビ） - 桃瀬はるか 役[17]
- あなたのことはそれほど（2017年4月18日 - 6月20日、TBS） - 飯田香子 役[18]
- ラブリラン（2018年4月5日 - 6月8日、日本テレビ） - 小笠原杏子 役[19]
- 昭和元禄落語心中（2018年10月12日 - 12月14日、NHK総合） - みよ吉 役[20][21]
- 土曜ドラマ みかづき（2019年1月26日 - 2月23日、NHK総合） - 大島蘭 役[22]
- ミストレス〜女たちの秘密〜（2019年4月19日 - 6月21日、NHK総合） - 水島樹里 役
- ひとりで飲めるもん!（2021年6月4日 - 7月23日、WOWOW） - 紅河メイ 役
- 正義の天秤（2021年9月25日 - 10月23日、NHK総合） - 桐生実雪 役[23]
  - 正義の天秤 season2（2023年5月6日 - 6月3日、NHK総合）[24][25]
- 理想ノカレシ（2022年6月1日 - 7月20日、TBS） - 小野寺優芽子 役（主演）[26][27]
- 生きとし生けるもの（2024年5月6日、テレビ東京） - 菅田陽子 役[28]
- 9ボーダー 第8話 - 最終話（2024年6月7日 - 21日、TBS） - 酒井百合子 役[29]

### ラジオドラマ
- 「Voice of11PM」（ニッポン放送）
  - 『大人になるって?』（2008年10月13日 - 17日）
  - 『チームメイト』（2009年1月5日 - 9日）
  - 『さよなら階段』（2009年3月9日 - 13日）

### 配信ドラマ
- Pocky 4 Sisters!（2008年12月、グリコ）
- Beautiful Love〜君がいれば〜（2010年6月4日 - 10月13日、BeeTV） - 長瀬日向 役
- ミューズを務める「Heather」のショートムービー「Heather LOVE Short Movies」（2012年10月20日 - 11月24日、Heather）
- SPECサーガ黎明篇「Knockin’on 冷泉’s SPEC Door」～絶対預言者 冷泉俊明が守りたかった幸福の欠片～（2021年2月18日 - 3月18日、Paravi） - 赤木美里 役[30]
- ひとりで飲めるもん!（2021年6月4日 - 、WOWOWオンデマンド） - 紅河メイ 役

### 舞台
- ケータイ刑事 銭形海 「BS初!ついに舞台だ!〜超豪華!演劇者殺人事件」（2007年7月、赤坂RED THEATER）
- ケータイ刑事 銭形海 「歌だ!祭だ!芸術だ!〜ケータイ刑事文化祭inゴルゴダの森」（2007年11月、新宿THEATER APPLE）
- ケータイ刑事 銭形海 「遂に公開！後悔？死の航海〜キングアンドリウII世号殺人事件」（2008年2月、東京グローブ座）
- ケータイ刑事 銭形命 「歌だ!祭りだ!〜BS･TBSサマーパーティーin赤坂BLITZ!ファン感謝祭歌謡祭〜」（2009年8月、赤坂BLITZ）

### テレビ番組
- 激モテ!セブンティーン学園（2009年7月 - 2010年3月、BS-TBS）
- non-no TV（2010年10月 - 2012年3月、BS-TBS）
- 奇跡体験!アンビリバボー（2011年4月 - 2012年9月、フジテレビ） - MC
- 林先生が驚く初耳学!→林先生の初耳学→日曜日の初耳学（2015年4月12日 - 、毎日放送制作、TBS系列) - 初耳学コンシェルジュ
- 超かわいい映像連発!どうぶつピース!!（2016年10月 -2022年3月(予定)、テレビ東京） - MC[注 1]
- SAY!チーズ〜笑顔になれるチーズの魔法（2020年10月9日 - 2021年3月26日、TBS） - ナレーター

### PV
- HAYABUSA 「Miracle」（2006年）
- サクラメリーメン 「マーガレット」（2007年）
- 詩音 「Last Song 〜secret of my heart〜」（2008年）
- D-51 「ロード」（2009年）
- D☆DATE 「JOKER」（2012年）
- SHINee　「Boys Meet U」（2013年）

### CM
- 日本民間放送連盟 CMのCMキャンペーン｢キミをふりむかせたい〜工事現場編」（2008年）
- au 去年と違う夏「ハイビジョンムービー」編（2009年）
- ロート製薬
  - 「肌研（ハダラボ）」（2009年）
  - 「肌研es」（2010年 - 2011年）
  - 「LASH RICH」（2011年 - 2012年）
  - 「スキンアクア」（2012年 - 2013年）さらさらエッセンス「SPF50なのに」篇、さらさらUVシャワー「気持ちいいでシュー」篇
  - 「白茶洗顔」（2012年 - ）
- MAZDA キャンペーン（2010年）
- カルビー「堅あげポテト」（2011年）
- 日清食品　カップヌードル ミルクシーフードヌードル「知って欲しい」篇（2011年）
- JAPAN GATEWAY「Rêveur」（2012年）
- NTT東日本 電報「思いがけない祝福が、歓びを特別に」篇（2012年）[33]
- 株式会社エイリム「ブレイブ フロンティア」爽快編・本格編（2013年）[34]
- ONWARD「anySiS」（2014年10月 - ）[35]
- リクナビNEXT（2018年 - ）[36]
- スズキ「ソリオ」『We are SOLIO Family』篇（2019年2月 - ） - 兄の彼女 役[37]
- プラスアルファ・コンサルティング タレントパレット 科学的人事戦略「モチベーション」篇「未来」篇 (2019年11月 -)[38]
- シオノギヘルスケア『シナールエクシア ホワイトメディカルエッセンス』（2022年4月 - ）

### DVD
- 原生凛I（2005年6月、スリーコード）
- 原生凛II（2005年6月、スリーコード）

### イメージキャラクター
- ワールドパーティー w.p.c（2013年）[39][40]

## 書籍

### 写真集
- スクールガール（2005年8月27日、新風舎、撮影：小林基行）
- 夏少女 -pictorial book-（2006年6月29日、中央公論新社）
- B.L.T. U-17 sizzleful girl vol.3（2007年8月6日、東京ニュース通信社）
- @me.(Angel Works)（2007年3月24日、SDP、撮影：米原康正）
- Aya Omasa First Photo Book（2011年1月19日、角川メディアハウス(角川グループパブリッシング)、撮影：藤代冥砂）

### 書誌
- 堀辰雄「風立ちぬ」（2008年9月21日、SDP Bunko）表紙＋巻頭グラビア
- みゆ「通学途中 〜君と僕の部屋〜」（2011年10月21日、集英社ピンキー文庫) 表紙

### 雑誌連載
- CANDy（休刊.廃刊）
- 別冊マーガレット（別マ☆ガールズ）
- Seventeen（2007年 - 2010年12月号、集英社）元専属モデル
- non-no（2011年1月号 - 2016年12月号、集英社）元専属モデル
- purepure（辰巳出版）
- LemonteenPLUS
- Girls
- Precious（小学館） - 表紙キャラクター（2020年4月号 - ）[41]

## 受賞歴
- 第13回 2009年度 日刊スポーツ・ドラマグランプリ助演女優賞（TBS「ヤマトナデシコ七変化」）
- 第4回 2012年度 ゴールド・メイクアップ賞　モード・ファッション部門　受賞